# Championnat de France de rugby à XV de 3e division fédérale
Ne doit pas être confondu avec Championnat de France de rugby à XV de 3e division.
Le championnat de France de 3e division fédérale, appelé plus simplement Fédérale 3 est le troisième et dernier échelon (avant les championnats régionaux) du championnat de France de rugby à XV amateur, et au sixième échelon tous championnats confondus. 
Durant longtemps, le championnat constituait le 3e échelon du rugby à XV en France, le dernier championnat national avant les compétitions régionales. Avec les différentes réformes dues à la professionnalisation à la fin des années 1990 (la 1re division est passée de 40 équipes en 1990 à 16 équipes en 2001) divers niveaux intermédiaires appelés Nationale, puis Fédérale, 1 et 2 ont repoussé le championnat au 6e échelon.

## Historique
Ce championnat a porté différents noms et échelons dans la hiérarchie des divisions françaises :
| Division           | Date        | Échelon |
| ------------------ | ----------- | ------- |
| Promotion          | 1926 à 1947 | 3e      |
| Honneur            | 1947 à 1948 | 3e      |
| Excellence B       | 1948 à 1955 | 3e      |
| Excellence         | 1955 à 1981 | 3e      |
| Troisième division | 1981 à 1995 | 3e      |
| Troisième division | 1995 à 1997 | 4e      |
| Nationale 3        | 1997 à 2001 | 5e      |
| Fédérale 3         | 2001 à 2020 | 5e      |
| Fédérale 3         | 2020 à 2022 | 6e      |
| Fédérale 3         | Depuis 2022 | 7e      |

La troisième division représente le 3e échelon national jusqu'en 1995, date à laquelle les compétitions vont changer d'échelon hiérarchique afin de préparer la professionnalisation du rugby et l'organisation amatrice pour le reste des clubs.
En 1995, la création du Groupe B en tant que 2e échelon fait reculer l'ancienne deuxième au 3e échelon.
En 1997-1998, le Groupe A2 devient le 2e échelon, les Nationale 1 et Nationale 2 sont créées en tant que 3e et 4e échelon ; l'ancienne 3e division devient ainsi la Nationale 3.
En 2000-2001, la Nationale 3 devient la Fédérale 3.
Avec la création de la Nationale en 2022 puis de la Nationale 2 en 2022, elle passe au 6e puis au 7e échelon national.

## Format
Formule à compter de la saison 2011/2012
Les 160 équipes seront réparties en 16 poules de 10. Les 4 premiers de chaque poule seront qualifiés pour les trente-deuxièmes de finale et les deux derniers relégués en Championnat Honneur. Les trente-deuxièmes et seizièmes de finale se joueront en matchs aller-retour et les seize vainqueurs de ces derniers seront promus en Fédérale 2.

## Palmarès
| Année     | Vainqueur                                                  | Score              | Finaliste                                             |
| --------- | ---------------------------------------------------------- | ------------------ | ----------------------------------------------------- |
| 1926      | SA Saint-Sever                                             | 16-11              | Stade dijonnais                                       |
| 1927      | Entente sportive Avignon Saint-Saturnin                    | ?-?                | ?                                                     |
| 1928      | NAC Roanne                                                 | 6-3                | Olympique de Carmaux                                  |
| 1929      | FC Auch                                                    | 6-3                | Union sportive domenoise (Domène)                     |
| 1930      | Stade niortais                                             | 6-3                | Sporting club salonais (Salon-de-Provence)            |
| 1931      | RRC Nice                                                   | 8-4                | Association sportive Midi                             |
| 1932      | CS Lons                                                    | 10-3               | Rugby Club Coursan (Coursan)                          |
| 1933      | Club sportif chambérien                                    | 12-3               | Football Club Yonnais Rugby (La Roche-sur-Yon)        |
| 1934      | Saint-Marcellin Sports                                     | 6-3                | Stade Rodez Aveyron                                   |
| 1935      | Bordeaux Etudiant Club (BEC) (Bordeaux)                    | 16-9               | Stade Union Cavaillonnais (Cavaillon)                 |
| 1936      | SC Graulhet                                                | 3-0                | Football club de Saint-Claude                         |
| 1937      | Avenir valencien                                           | 24-0               | Union athlétique International (Paris)                |
| 1938      | Olympique de Marseille                                     | 11-3               | Football club moulinois rugby                         |
| 1939      | SC Mazamet                                                 | 30-3               | AS Mâcon                                              |
| 1940-1946 | Pas de championnat                                         | Pas de championnat | Pas de championnat                                    |
| 1947      | Stade Port-Vendres                                         | 14-5               | Stade Olympique Givors                                |
| 1948      | Stade lavelanétien                                         | 10-0               | US Carmaux                                            |
| 1949      | Stade Port-Vendres                                         | 9-0                | AS pradéenne (Prades)                                 |
| 1950      | Boucau Stade (Boucau)                                      | 6-0                | Stade Auto Lyon                                       |
| 1951      | US Bellegarde-Coupy (Bellegarde-sur-Valserine)             | 15-3               | Saint-Girons sporting club Couserans                  |
| 1952      | Stade Athlétique Bordelais (Bordeaux)                      | 6-3                | US Issoire                                            |
| 1953      | Gallia Club Perpignanais (Perpignan)                       | 11-6               | Racing Club linxois (Linxe)                           |
| 1954      | Toulouse Athlétic Club (Toulouse)                          | 8-0                | US Ussel (Ussel)                                      |
| 1955      | US Quillan (Quillan)                                       | 6-3                | Football club de Saint-Claude                         |
| 1956      | Avenir moissagais (Moissac)                                | 16-8               | US Foix (Foix)                                        |
| 1957      | Union athlétique de Gujan-Mestras (Gujan-Mestras)          | 19-3               | Rugby Club Mathéysin (La Mure)                        |
| 1958      | Union sportive montrejeaulaise                             | 9-3                | Rugby Club Guéretois (Guéret)                         |
| 1959      | Club athlétique omnisports Esperazanais (Espéraza)         | 11-6               | Amicale sportive bortoise (Bort-les-Orgues)           |
| 1960      | SA Condom                                                  | 11-3               | Stade piscenois (Pézenas)                             |
| 1961      | GS Figeac                                                  | 10-3               | Union athlétique gaillacoise                          |
| 1962      | Cercle athlétique castelsarrasinois (Castelsarrasin)       | 13-3               | Football club moulinois rugby                         |
| 1963      | SC Pamiers                                                 | 11-3               | Pédale Stade tarusate (Tartas)                        |
| 1964      | Avenir valencien                                           | 14-3               | Toulouse Athlétic Club (Lafourguette)                 |
| 1965      | Entente sportive Avignon Saint-Saturnin                    | 11-8               | SA Hagetmau                                           |
| 1966      | US Carcassonne                                             | 14-6               | Stade montchaninois                                   |
| 1967      | Union athlétique vicoise (Vic-Fezensac)                    | 9-5                | Céret sportif                                         |
| 1968      | AS Soustons                                                | 11-6               | US Thuir                                              |
| 1969      | UA Saverdun                                                | 12-8               | Sport athlétique de Monein (Monein)                   |
| 1970      | ES Argelès (Argelès-sur-Mer)                               | 11-6               | Avenir aturin rugby                                   |
| 1971      | Stade sainte-livradais (Sainte-Livrade-sur-Lot)            | 15-12              | AS Fleurance                                          |
| 1972      | Sporting Club rieumois (Rieumes)                           | 13-6               | US Objat (Objat)                                      |
| 1973      | US Mugron (Mugron)                                         | 18-6               | Anglet olympique                                      |
| 1974      | RO castelnaudarien (Castelnaudary)                         | 22-3               | Toulouse Lalande omnisports (Lalande (Toulouse))      |
| 1975      | GS Figeac                                                  | 6-3                | Avenir valencien                                      |
| 1976      | Sport athlétique de Monein (Monein)                        | 30-15              | Union sportive Terrasson (Terrasson)                  |
| 1977      | US La Seyne                                                | 6-3                | Avenir valencien                                      |
| 1978      | Stade Olympique Vendrois (Vendres)                         | 7-3                | US Carqueiranne                                       |
| 1979      | Sporting Club Rieumois (Rieumes)                           | 9-6                | FC Kronenbourg                                        |
| 1980      | Avenir Olympique de Viviez (Viviez)                        | 9-0                | Rabastens XV (Rabastens-de-Bigorre)                   |
| 1981      | US L'Isle-Jourdain (Isle-Jourdain)                         | 3-0                | Saint-Paul sports rugby                               |
| 1982      | Rugby Club sorguais (Sorgues)                              | 28-3               | SC Pamiers                                            |
| 1983      | FCS Rumilly                                                | 13-12              | US Caussade Septfonds (Caussade et Septfonds)         |
| 1984      | Union athlétique laloubérienne (Laloubère)                 | 26-3               | AS Fleurance                                          |
| 1985      | Club olympique sigeannais (Sigean)                         | 22-6               | Amicale sportive bortoise                             |
| 1986      | Pays d'Aix rugby club                                      | 18-7               | Étoile sportive arudyenne (Arudy)                     |
| 1987      | Jeunesse sportive illibérienne (Elne)                      | 10-9               | Union sportive elusate (Eauze)                        |
| 1988‌      | AS Prades                                                  | 21-3               | Rugby club Seyssins‌                                   |
| 1989      | Fleury Olympique (Fleury d'Aude)                           | 26-12              | Amicale sportive vauréenne                            |
| 1990      | FC Kronenbourg                                             | 21-6               | Saint-Marcellin sports (Saint-Marcellin)              |
| 1991      | Association sportive bayonnaise                            | 13-6               | Rugby Club Mandelieu La Napoule                       |
| 1992      | Union sportive cuxanaise (Cuxac-d'Aude)                    | 21-6               | Stade Olympique Ugine-Albertville                     |
| 1993      | Union sportive de Millas (Millas)                          | 21-17              | Avenir Bizanos                                        |
| 1994      | Rugby Club Mèze-Bassin de Thau (Mèze)                      | 14-3               | Union sportive montrejeaulaise                        |
| 1995      | US Carmaux                                                 | 21-11              | Association sportive Saint-Junien rugby               |
| 1996      | US Saint-Cyprien Latour (Latour-Bas-Elne et Saint-Cyprien) | 16-9               | US Fumel Libos                                        |
| 1997      | Sporting Club Surgèrien (Surgères)                         | 30-16              | Rugby Club Solliesien (Solliès-Pont)                  |
| 1998      | RC Massy                                                   | 25-17              | Chateauneuf Orange RC (Châteauneuf-du-Pape et Orange) |
| 1999      | Entente Servian-Boujan (Servian)                           | 17-11              | Stade saint-gaudinois                                 |
| 2000      | Rivesaltes XV (Rivesaltes)                                 | 20-18              | CS Villefranche (Villefranche-sur-Saône)              |
| 2001      | Association sportive bayonnaise                            | 17-8               | Sporting nazairien rugby                              |

| Année | Vainqueur                                                                                         | Score                                                                                             | Finaliste                                                                                         |
| ----- | ------------------------------------------------------------------------------------------------- | ------------------------------------------------------------------------------------------------- | ------------------------------------------------------------------------------------------------- |
| 2002  | Marseille Provence XV                                                                             | 25-23                                                                                             | ES Gimont                                                                                         |
| 2003  | Avenir Bizanos                                                                                    | 12-6                                                                                              | Club athlétique Orsay Rugby Club                                                                  |
| 2004  | CA Lannemezan                                                                                     | 20-8                                                                                              | Rugby Club Sorgues Rhône Ouvèze                                                                   |
| 2005  | Stade bagnérais                                                                                   | 17-13                                                                                             | Rugby club dracénois (Draguignan)                                                                 |
| 2006  | US Casteljalousaine                                                                               | 20-13                                                                                             | AS Ampuis Côte Rôtie (Ampuis)                                                                     |
| 2007  | AS Le Bugue-Le Buisson (Le Bugue)                                                                 | 21-16                                                                                             | Jeunesse sportive de Villeneuve-de-Marsan                                                         |
| 2008  | RC Cannes-Mandelieu                                                                               | 12-9                                                                                              | CARF (Saint-Raphaël et Fréjus)                                                                    |
| 2009  | Saint-Savin Sportif                                                                               | 16-12                                                                                             | Stade bagnérais                                                                                   |
| 2010  | Entente Vendres-Lespignan Hérault XV                                                              | 21-14                                                                                             | RC Bon Encontre-Boé (Bon-Encontre - Boé)                                                          |
| 2011  | ASRC Chalon                                                                                       | 22-6                                                                                              | RO Lunel                                                                                          |
| 2012  | RC bassin d'Arcachon                                                                              | 12-9                                                                                              | Union athlétique gaillacoise                                                                      |
| 2013  | US Bergerac                                                                                       | 29-17                                                                                             | AS Saint-Marcel-Bel-Accueil / L'Isle-d'Abeau                                                      |
| 2014  | Rugby club aubagnais                                                                              | 25-19                                                                                             | US Meyzieu                                                                                        |
| 2015  | Rugby Chartres Métropole                                                                          | 22-20                                                                                             | US Annecy                                                                                         |
| 2016  | US Salles                                                                                         | 16-14                                                                                             | JO Prades Conflent Canigou                                                                        |
| 2017  | Club athlétique Périgueux Dordogne                                                                | 46-6                                                                                              | US Tours                                                                                          |
| 2018  | Aviron gruissanais                                                                                | 26-7                                                                                              | US Nantua Port rugby du Haut-Bugey                                                                |
| 2019  | RC Auch                                                                                           | 21-14                                                                                             | RC Courbevoie                                                                                     |
| 2020  | Non décerné en raison de période de confinement à la suite de la pandémie de Covid-19             | Non décerné en raison de période de confinement à la suite de la pandémie de Covid-19             | Non décerné en raison de période de confinement à la suite de la pandémie de Covid-19             |
| 2021  | La FFR ayant annoncé l'arrêt définitif des compétitions amateurs le titre n'est donc pas décerné. | La FFR ayant annoncé l'arrêt définitif des compétitions amateurs le titre n'est donc pas décerné. | La FFR ayant annoncé l'arrêt définitif des compétitions amateurs le titre n'est donc pas décerné. |
| 2022  | USEP Ger-Séron-Bédeille                                                                           | 28-19                                                                                             | Salanque Côte Radieuse                                                                            |
| 2023  | Club athlétique sarladais Périgord noir                                                           | 19-13                                                                                             | Rugby Club Aubagnais                                                                              |
| 2024  | Union athlétique saverdunoise                                                                     | 30-29                                                                                             | Servian-Boujan Rugby                                                                              |
| 2025  | FC Saint-Claude                                                                                   | 39-21                                                                                             | Rodez rugby                                                                                       |